# 民主的體現形式
《民主的表现形式》（Democracy Manifest）或所谓《嫩水的中餐》是1991年10月由澳大利亚Seven News记者克里斯·瑞森拍摄的一段新闻片段。英国《卫报》将这部片段描述为“过去十年间最为知名的澳大利亚病毒式传播影片”，在影片浏览网站Youtube上的相关片段获得了百万以上的点阅量。
影片中拍摄了一位中年男子因涉嫌在昆士兰州毅力谷的中餐馆逃单而被捕，过程中其被描述以戏剧化的舞台语调向周围群众喊话，后被押入警车中。当警官对他搜身时，他惊呼到“啊！这就是所谓的民主行经？”、“让汝的手臂从吾之阳具上挪开！”、“吾所犯何罪？莫非仅因食用一盘嫩水中餐！”以及“吾知汝柔道造诣颇深”等。
该段影片于1991年拍摄完成，并在澳大利亚当地的电视台中播送过，但直至2009年才上传至因特网。随着互联网的发展，观众猜测该名男子是何人。有的猜测认为其可能是匈牙利国际象棋选手保罗·查尔斯·多兹萨，其因数次在世界上的多个国家逃单闻名。直至2020年，一名年迈的澳洲公民客串澳大利亚朋克摇滚乐队The Chats的MV，揭示他就是这段影片中的男子。该名男子使用多个不同的化名，“塞西尔·爱德华兹”是他被捕时名字。

## 影片概要
影片显示一名不知姓名的白人男性被警方推搡出一间中餐馆，准备将其押至正等候着的车辆。见以下的对话（大部分是独白）。
爱德华兹：（在被压制的同时与警方争论着）嘿！你们保证让我说话的！
右侧警官：现在请您进到车里去。此外，我们没有保证过任何东西。你被捕了，先生。
爱德华兹：（惊讶地）我被什么了？
爱德华兹：（被推搡着，警方试图将他押车内，并给他上铐）嘿！别这样。（大声对着镜头）看，诸位绅士！这就是所谓的民主体现！瞧着锁链的劲儿。
爱德华兹：（对着后面的男士）且看此人！妈的，让汝的手臂从吾的阳具上挪开！诸位，（对着镜头）就是此人亵渎了吾的阳具！（看向后面的男士）汝是何居心！
警官：进车里去！
爱德华兹：吾所犯何事？食饭罪？莫非仅因吃了一顿嫩水中餐？啊！（对着左侧员警）这上拷功夫不错啊，官爷，厉害！我就知汝柔道造诣颇深，是个高手。
爱德华兹：（对着车门前的警员）这位官爷，你想干什么？开这个车门，是要迎接吾尊贵的阳具么？大胆！还不快住手！
爱德华兹：（被押送至车前的最后一句话）也罢。吾去也！

随后该名男子被押送至车内，对着镜头向周围群众告别。

## 历史
这段影片由新人记者克里斯·瑞森为Seven News电视台录制。这段视频是由当时七号新闻的新秀记者瑞森录制的。克里斯·瑞森称，该名男子的被捕其实是警方判断失误，误以为他是一名昆士兰州的惯犯。之后有消息指他是因逃单被捕，甚至可能是一名国际罪犯；当时的参与者迪恩·比龙回忆到，该昆士兰的惯犯因19项欺诈罪和窝藏价值7万美元的赃物而被通缉。被捕者自称是“塞西尔·爱德华兹”，后知系其化名之一。这段影片在2009年上传至Youtube之后，成为澳大利亚最知名的病毒式模因影片之一。
由于此影片少了瑞森的背景解说，因此刚上传时网民仅知道此人被警方逮捕，但不知原因、背景，并使观众对该名男子的真实身份感到好奇。关于他身份的猜测，一开始就聚焦到匈牙利国际象棋选手保罗·查尔斯·多兹萨，他因在世界多地的逃单闻名于世。然而也有质疑认为该名男子的口音不像是匈牙利人，多兹萨的家人、朋友也随后证实不认识此影片中的男性。也有理论根据其外形，认为他是澳洲已故政治家约翰·巴特利特或一部电台节目的小品演员又或者一名叫格雷戈里·约翰·齐格勒的逃单者。
该名男子的真实身份在2020年得到揭露，澳大利亚朋克乐队The Chats当时发布了一个名为“Dine 'N Dash”的音乐录像带，重新仿制了《嫩水的中餐》的被捕镜头，请到了当年的男子饰演被捕者。这位演员随后在接受《悉尼先驱晨报》采访时称自己名为塞西尔·乔治·爱德华兹（当时使用杰克·K的化名），正是影片中的男子。当被采访到一个诸多人想问的问题时——即当时他为何要用戏剧化地强调控诉警方，他对此回应称“只是让自己显得疯狂一点，这样就可能到一个比较容易逃脱的收容所”。据报道，他还曾从事过艺术创作，包括描绘一些他当时被捕的画作。

2020年，“杰克·K”先生接受澳洲媒体Sportsbet专访，采访标题为“和民主领袖的对话”。该段采访内容包括播送SevenNews的原始档案片段，该片段包括了男子被捕前，瑞森的记者解说，向观众阐释了这名男子的身份，以及当地警方的错抓；
当塞西尔·乔治·爱德华兹上周五在镇上商业街用餐被捕时，毅力谷的警方认为他们抓住了所谓“昆士兰的头号通缉犯”
2021年，SevenNews电台再次采访了“杰克·K”，揭示他除了塞西尔·乔治·德华兹之外，他还有约翰·凯尔穆特·卡尔森和塞西尔·格里·爱德华兹的化名。2022年1月，澳洲国家广播电台节目“耳闻”播出关于该事件的一小时传记纪录片。2022年6月，参与该次事件的迪恩·比龙在31年后重述了一次经历，他就是被杰克·K控诉“妈的，让汝的手臂从吾的阳具上挪开！”的那位男士；比龙纠正了一些关键信息，如事件发生时的确切日期、警方为何要对其进行逮捕。比龙提到，在爱德华兹被捕后，他被带到了监狱，然后在一夜之间突然被保释，并失踪。直至2020年，他重新面对了这段不想面对的过去。

## 影响
自2009年被上传到YouTube以来，在澳大利亚网络社群中便经久不衰。2019年，当维基解密朱利安·阿桑奇在厄瓜多尔驻伦敦大使馆被捕时，人们将两者各自的被捕情况进行比较，并成为澳大利亚人的乐子。“Democracy Manifest”曾是迈克尔锻谭创作的一部管弦乐作品的主题，曾由Apex乐团在悉尼歌剧院演出；滑流啤酒公司是昆士兰叶龙皮利的一家酿酒商，其生产的啤酒就名为“嫩水的中餐”；著名音乐人麦克·米勒在2015年的器乐混音专辑《Run-On Sentences, Volume Two》中也致敬了这段视频。